# Sächsische Maschinenfabrik

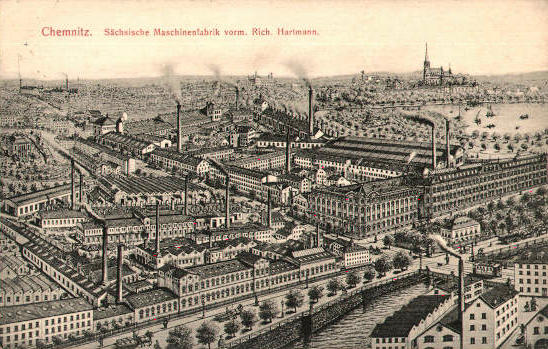
A Sächsische Maschinenfabrik korábban Richard Hartmann (1905)

A Szászországi Gépgyár (németül: Sächsische Maschinenfabrik) egy jelentős gépgyártó vállalat volt a szászországi Chemnitz-ben a XIX. század második és a XX. század első felében. A cég több elődöt is beleértve 1837-től az 1930-as felszámolásáig, egyes részei más cégek által felvásárolva 1990-ig létezett. A vállalat szorosan kapcsolódik az alapító és a céget hosszú éveken át irányító Richard Hartmann-hoz akinek nevét viselte a cég, s amelyet nevet 1898-ban változtattak meg Sächsische Maschinenfabrik-ra a korábbi Richard Hartmann-ról.

## Fő gyártmányok

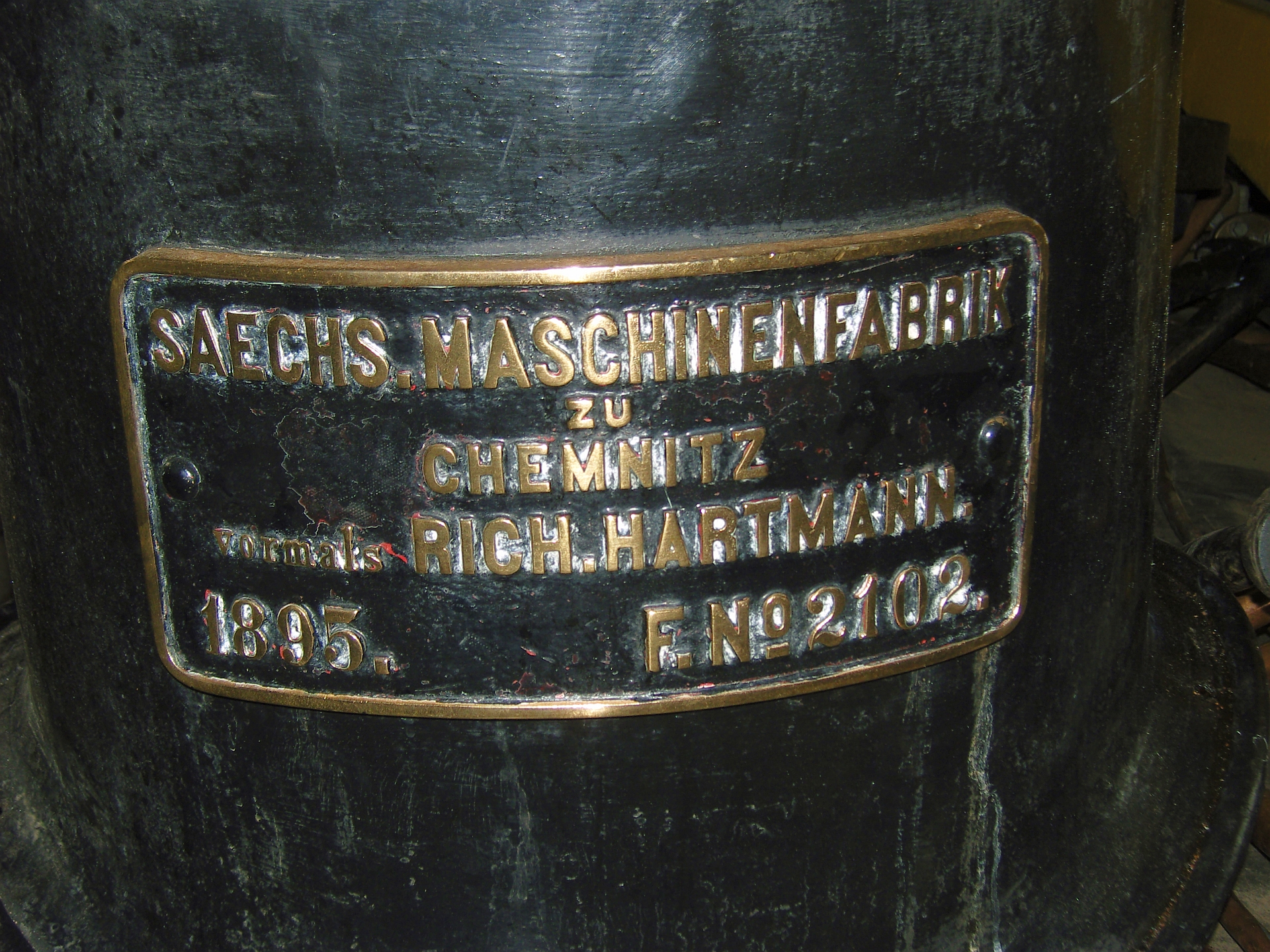
Adattábla Norsk Jernbanemuseum Hamar

A vállalati fejlesztés, tervezés, gyártás fő profiljai az alábbiak voltak:
- Gőzgépek
- Mozdonyok (1848–1929)
- Haditechnika (kb. 1910–1918)
- Malmi berendezések
- Forgógépek (1837–1998)
- Turbinák

## A megőrzött gyártmányok listája

### Mozdonyok
- ATE IIIa: 1

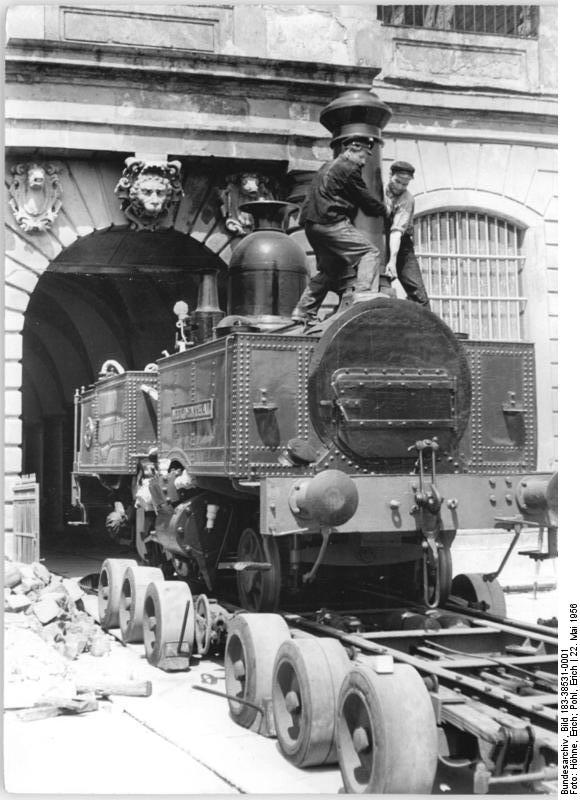
Die MULDENTHAL bei der Einbringung in das Verkehrsmuseum Dresden (1956)

  - Nr. 18 DONNERSBERG – Technisches Nationalmuseum in Prag
- Bockwaer Eisenbahngesellschaft:
  - MULDENTHAL – Verkehrsmuseum Dresden (VMD)
- 1'C-Lokomotive der Hedschasbahn:1
  - 3001 - Bahnhof der Hedschasbahn in Damaskus.
- 1'D-Lokomotive der Hedschasbahn:1
  - 4029 - Bahnhof der Hedschasbahn in Damaskus.
- Sächsische I TV: 1
  - 98 001 – Industriemuseum Chemnitz
- Sächsische VII T: 1
  - 98 7056 – VMD
- Sächsische XI HT: 1
  - 94 2105 – Eisenbahnmuseum Schwarzenberg
- Sächsische XII H2: 1
  - 38 205 – Sächsisches Eisenbahnmuseum (SEM), Chemnitz
- Sächsische XIV HT: 2
  - 75 501 – Deutsches Dampflokomotiv-Museum (DDM), Neuenmarkt
  - 75 515 – SEM
- Sächsische XX HV: 1
  - 19 017 – VMD
- Sächsische I M: 1
  - 99 162 – Museumsbahnhof Oberheinsdorf
- Sächsische IV K: 22, davon nur 3 im Original erhalten:
  - 99 535 – VMD
  - 99 579 – Sächsisches Schmalspurbahnmuseum, Rittersgrün
  - 99 604 – Schmalspurbahnmuseum Radebeul
- Sächsische VI K: 3
  - 99 713 – Sächsische Dampfeisenbahngesellschaft (SDG)
  - 99 715 – z. Zt. Preßnitztalbahn
  - 99 716 – Öchsle
- DR-Baureihe 99.73–76: 4
  - 99 731 – Sächsisch-Oberlausitzer Eisenbahngesellschaft (SOEG)
  - 99 734 – SDG
  - 99 735 – SOEG
  - 99 741 – SDG

### További termékek
- Textilgépek
- Szerszámgépek

## Fordítás
- Ez a szócikk részben vagy egészben  a(z)   [[:de:|]] című német Wikipédia-szócikk Maschinenfabrik ezen változatának fordításán alapul.  Az eredeti cikk szerkesztőit annak laptörténete sorolja fel. Ez a jelzés csupán a megfogalmazás eredetét és a szerzői jogokat jelzi, nem szolgál a cikkben szereplő információk forrásmegjelöléseként.